# Château d'Ancerville
Le château d'Ancerville est un édifice situé dans la commune française de Ancerville, en Moselle.

## Histoire
Les corps de logis : les façades et les toitures de la tour-porche et de l'aile Ouest, le premier étage de la tour-porche et l'escalier à vis qui y mène ; les façades et les toitures de l'aile Sud, le rez-de-chaussée de l'aile Sud et tour d'angle Est ; les restes des défenses extérieures et l'aire contenue par ces défenses, incluant les façades et toitures du bâtiment Sud-Ouest, la tour Ouest et la tour Nord, ainsi que la pierre avec inscription commémorative de la prise du château le 15 août 1590 sont inscrits au titre des monuments historiques par arrêté du 16 novembre 1988.